# العلاقات الغيانية الموزمبيقية
العلاقات الغيانية الموزمبيقية هي العلاقات الثنائية التي تجمع بين غيانا وموزمبيق.

## مقارنة بين البلدين
هذه مقارنة عامة ومرجعية للدولتين:
| وجه المقارنة                                              | غيانا        | موزمبيق          |
| --------------------------------------------------------- | ------------ | ---------------- |
| المساحة (كم2)                                             | 214.97 ألف   | 801.59 ألف       |
| عدد السكان (نسمة)                                         | 777.86 ألف   | 29.67 مليون      |
| الكثافة السكانية (ن./كم²)                                 | 3.62         | 37.01            |
| العاصمة                                                   | جورج تاون    | مابوتو           |
| اللغة الرسمية                                             | لغة إنجليزية | اللغة البرتغالية |
| العملة                                                    | دولار غياني  | متكال موزمبيقي   |
| الناتج المحلي الإجمالي (بليون دولار)                      | 3.68 مليار   | 12.33 مليار      |
| الناتج المحلي الإجمالي (تعادل القوة الشرائية) بليون دولار | 5.77 مليار   | 33.35 مليار      |
| الناتج المحلي الإجمالي الاسمي للفرد دولار أمريكي          | 4.13 ألف     | 529              |
| الناتج المحلي الإجمالي للفرد دولار أمريكي                 |              | 1.13 ألف         |
| مؤشر التنمية البشرية                                      |              | 0.416            |
| رمز المكالمات الدولي                                      | +592         | +258             |
| رمز الإنترنت                                              | .gy          | .mz              |
| المنطقة الزمنية                                           | 00           | ت ع م+02:00      |

## منظمات دولية مشتركة
يشترك البلدان في عضوية مجموعة من المنظمات الدولية، منها:
| علم المنظمة | اسم المنظمة                                 | تاريخ انضمام غيانا | تاريخ انضمام موزمبيق |
| ----------- | ------------------------------------------- | ------------------ | -------------------- |
|             | الاتحاد البريدي العالمي                     | ?                  | ?                    |
|             | مؤسسة التنمية الدولية                       | 4 يناير 1967       | 24 سبتمبر 1984       |
|             | دول الكومنولث                               | ?                  | 1995                 |
|             | منظمة التجارة العالمية                      | ?                  | ?                    |
|             | الأمم المتحدة                               | 20 سبتمبر 1966     | 16 سبتمبر 1975       |
|             | منظمة حظر الأسلحة الكيميائية                | ?                  | ?                    |
|             | وكالة ضمان الاستثمار متعدد الأطراف          | 18 يناير 1989      | 23 نوفمبر 1994       |
|             | منظمة الشرطة الجنائية الدولية               | ?                  | ?                    |
|             | مجموعة دول أفريقيا والكاريبي والمحيط الهادئ | ?                  | ?                    |
|             | مؤسسة التمويل الدولية                       | 4 يناير 1967       | 24 سبتمبر 1984       |
|             | الاتحاد الدولي للاتصالات                    | 8 مارس 1967        | 4 نوفمبر 1975        |
|             | البنك الدولي للإنشاء والتعمير               | 26 سبتمبر 1966     | 24 سبتمبر 1984       |
|             | المركز الدولي لتسوية المنازعات الاستشارية   | 10 أغسطس 1969      | 7 يوليو 1995         |
|             | يونسكو                                      | 21 مارس 1967       | 11 أكتوبر 1976       |

## وصلات خارجية
- موقع وزارة الخارجية الغيانية
- موقع وزارة الخارجية الموزمبيقية